# 埃尔武斯特
埃尔武斯特，是西班牙阿拉贡自治区萨拉戈萨省的一个市镇。 总面积8平方公里，总人口104人（2001年），人口密度13人/平方公里。